# Modelos de buenas vidas
El Good Lives Model (GLM) o modelo de buenas vidas, fue desarrollado por Ward y Brown creando un marco de rehabilitación de delincuentes que supera las limitaciones del enfoque tradicional de gestión de riesgos. Este marco teórico ha sido adoptado en jurisdicciones del ámbito internacional por programas de tratamiento de delincuentes sexuales y en la actualidad se está aplicando con otras tipologías de delincuentes.
Encuentra su fundamento ético en los derechos humanos y parte de la premisa de que si bien los delincuentes deben respetar los derechos de otras personas, también deben ser respetados sus derechos sobre todo con respecto a la aplicación de los castigos y en la reintegración.
Desde esta consideración ética surgen los dos objetivos esenciales de intervención: la mejora del bienestar de los delincuentes y la reducción del riesgo de reincidencia.

## Principios
Ward y Brown establecieron cuatro principios básicos:
1. Trabajar positivamente con los delincuentes
2. Relaciones entre riesgos y satisfacciones humanas
3. Disposición para la rehabilitación
4. Actitudes de los terapeutas hacia los delincuentes

## Componentes teóricos
El GLM es un marco basado en fortalezas para la rehabilitación de delincuentes que encuentra su fundamento en la necesidad del desarrollo de capacidades y habilidades en las personas con el objetivo de minimizar el riesgo de reincidencia. Según este modelo, los individuos ofenden porque intentan obtener un objetivo o valor de vida a través de comportamientos antisociales y desadaptativos, debido a que cuentan con un conjunto de déficits y carencias tanto en los recursos internos como externos que le impiden alcanzar los fines deseados mediante medios pro-sociales. 
Para el GLM el valor de vida son los bienes primarios, es decir, un conjunto de estados mentales, características personales y experiencias: vida, conocimiento, excelencia en el juego (pasatiempos y actividades recreativas), excelencia en el trabajo, excelencia en la agencia (autonomía, poder y autodirección), paz interior, relación, comunidad, espiritualidad, placer y creatividad. Los individuos son activos y procuran alcanzar los bienes primarios mediante los bienes secundarios o instrumentales que toman la forma de objetivos de enfoque.
En base a este modelo, los planes individualizados de intervención se orientan a ayudar a los delincuentes a adquirir capacidades o habilidades internas y los recursos externos necesarios así como apoyos sociales para satisfacer sus valores de vida y bienes primarios sin recurrir a comportamientos criminales. De este modo, los bienes secundarios son incompatibles con factores de riesgo dinámicos.  
El GLM destaca la importancia de la agencia del delincuente. El modelo centra su atención en dos aspectos: los valores internos y en los factores externos como los recursos y las oportunidades. Esta doble atención proporciona al modelo la utilidad práctica en las intervenciones orientadas a la disminución del riesgo de reincidencia y en el desistimiento de los comportamientos delictivos. 
El GLM usa el razonamiento del Risck Need Respondence (RNR), este es un modelo de rehabilitación predominante que se asocia con los delincuentes sexuales. Más concretamente, se centra en identificar y dirigir factores criminógenos para reducir la probabilidad de que el individuo se involucre en futuros comportamientos sexuales ofensivos. Es cierto que a pesar de la eficacia de su intervención, el objetivo primario es reducir y manejar el riesgo de reincidencia sexual en lugar de mejorar la vida de los delincuentes, objetivo que sí tiene el modelo de buenas vidas. Este modelo dirige la atención de los métodos de evaluación hacia las metas, motivación y frustraciones legítimas de los delincuentes.  

## Objetivos
1. Promocionar los bienes o necesidades primarias para alcanzar el bienestar psicológico.
2. Identificar los problemas existentes en los estilos de vida y en los planes de vida para que puedan modificarse y adaptarse al delincuente, de manera que pueda acceder a los bienes primarios empleando métodos pro-sociales.
3. Proporcionar capacidades y fortalezas para superar los obstáculos internos y externos que dificulten el acceso a los bienes primarios.

## Aplicaciones prácticas
El GLM ofrece un marco integral para la rehabilitación de los delincuentes basado en la dignidad y derechos humanos así como en la agencia de los delincuentes. Este modelo ha sido adoptado como marco teórico en varios programas de tratamiento de delincuentes sexuales a nivel internacional y se está aplicando con éxito en un entorno de gestión de casos para delincuentes. 